# 町田啓太
町田啓太（日语：／ Machida Keita；1990年7月4日—），日本男演員。群馬縣吾妻郡東吾妻町出身，劇團EXILE的成員，LDH所屬。

## 個人概要

### 求學與入行契機
從小喜歡交通工具，對於飛行員相當憧憬，因此於中學畢業後，進入日本航空第二高等學校就讀，學習各項航空相關知識，後因視力原因而未繼續航空專業。為考取體育教學執照及進行舞蹈教學，進入日本體育大學就讀。大學期間擔任舞蹈團「Cypher Heads Fam」的成員，因此與GENERATIONS from EXILE TRIBE的關口Mandy成為朋友，大約在大學二年級的夏天時，以此為契機被引薦至EXPG（東京校）進行舞蹈和表演之訓練。

### 演藝發展
- 2010年8月通過「第三屆劇團EXILE甄選」（約2000人的選拔）。同年12月以舞台劇《鐵拳對鋼拳》作為演員生涯初演並正式出道。公演過程跟腱斷裂而暫停公演活動，休養數月。[5]
- 2011年7月開始以GENERATIONS from EXILE TRIBE候補生身分進行活動，過程中曾因右小腿受傷休養數周，之後未再回歸。
- 2012年2月開始因演藝生涯發展考量，辭去GENERATIONS from EXILE TRIBE候補生，並持續以劇團EXILE成員名義專注於演員工作至今。
- 2014年出演NHK綜合頻道連續電視小說《花子與安妮》，飾演村岡郁彌。
- 2015年出演NHK綜合頻道週二晚間十點連續劇《美女與男子》首次擔綱男主角，由仲間由紀惠主演。
- 2018年首次出演NHK綜合頻道大河電視劇《西鄉殿》，飾演小松帶刀。
- 2019年11月出版個人第一本寫真集《BASIC》[6]，分別於工作地東京、老家群馬縣進行拍攝，並於2020年正式進入第五刷，累積銷售超過五萬冊[7]。
- 2020年因10月在東京電視台深夜劇《如果30歲還是處男，似乎就能成為魔法師》中飾演「黑澤優一」，大受注目。
- 2020年12月在（於2019年拍攝的）Netflix原創劇集《今際之國的闖關者》中飾演「苅部大吉」，大幅提升了國際知名度。
- 2021年2月於每日放送深夜劇《西荻窪 三星洋酒堂》首次擔綱連續劇主演，飾演「雨宫凉一朗」。同年2月第二度演出NHK綜合頻道大河電視劇《直衝青天》，飾演「土方歲三」。
- 2022年7月於富士電視台週三晚間十點連續劇《鋼盔》，飾演「國生宙」一角，首次擔綱黃金時段連續劇主演。
- 2023年出演由唐澤壽明主演的WOWOW大型3季連續優質戲劇Fixer，飾演記者渡邊達哉一角。
- 2023年出演Netflix製作劇幽遊白書 (網路劇)，飾演小閻王。
- 2024年出演NHK大河劇致光之君，飾演「藤原公任」。
- 2024年解禁將出演於2025年全球上線的Netflix製作戲劇Glass Heart，飾演吉他手高崗尚一角。製作人與主演為佐藤健，佐藤健親自邀請町田啓太、志尊淳、菅田將暉參演。

### 個人生活
- 家中排行第二，上有姊姊，下有妹妹。
- 成長於群馬縣東吾妻町，從小練習劍道、擁有劍道二段資格，中學時期曾加入棒球社團，運動項目涉略廣泛，還包含游泳、溜冰、滑雪、射箭等。
- 除了運動以外的休閒娛樂是看電視、電影，對於舞蹈及戲劇表演均感興趣。
- 身高為183公分。之前一直是181公分，但於2021年全身健檢時體檢出身高增長2公分，現為183公分。
- 擁有多項專業證照：包含航空特殊無線（日语：航空特殊無線）、陸上特殊無線（日语：陸上特殊無線）、氣焊、危險物處理人員（日语：危険物取扱者）等四種。
- 喜歡的顏色是藍色。喜歡自己的手。[5]
- 與同事務所的關口Mandy為大學同學，並於EXPG受訓時同樣被列為GENERATIONS from EXILE TRIBE候補生。
- 與劇團EXILE成員鈴木伸之為同期入選劇團EXILE的成員。
- 曾受邀擔任日本職棒軟銀隊開球投手，飆出落點精準的104公里高球速。
- 於2022年12月25日宣布與韓裔演員玄理結婚。[8]

## 歷年作品

### 電視劇
| 年份   | 電視台         | 劇名                                          | 角色               | 備註                 |
| 2011年 | 日本電視台     | 鐵拳對鋼拳                                    | 渡久地誠二         |                      |
| 2012年 | 關西電視台     | GTO                                           | 明修學苑的前學生   |                      |
| 2012年 | 日本電視台     | 無糖                                          | 卜部治             |                      |
| 2013年 | 中部日本放送   | 紳士大主廚                                    | 馬場雅彌           |                      |
| 2013年 | 日本電視台     | 假面教師                                      | 犬神一郎           |                      |
| 2014年 | 日本電視台     | 戰力外搜查官                                  | 小早川安博（年輕） |                      |
| 2014年 | NHK綜合頻道    | 花子與安妮                                    | 村岡郁彌           |                      |
| 2014年 | TBS電視台      | 彼得的葬禮                                    | 田中雄介           |                      |
| 2014年 | 富士電視台     | 真實的恐怖故事 15周年紀念SP「通往黑暗的視覺」 | 長島透             |                      |
| 2015年 | TBS電視台      | 流星休旅車                                    | 古閑               |                      |
| 2015年 | WOWOW          | 天使之刃                                      | 長岡               | [ 9 ]                |
| 2015年 | NHK綜合頻道    | 美女與男子                                    | 向坂遼             | [ 10 ]               |
| 2015年 | 日本電視台     | HiGH&LOW〜THE STORY OF S.W.O.R.D.〜           | 原田登             |                      |
| 2015年 | NHK BS Premium | 軌道自行車                                    | 森田信一           | [ 11 ]               |
| 2016年 | 朝日電視台     | 澄和堇                                        | 真白勇征           | [ 12 ]               |
| 2016年 | 日本電視台     | HiGH&LOW 第二季                               | 原田登             |                      |
| 2017年 | 富士電視台     | 感情8號線                                     | 川島               | [ 13 ]               |
| 2017年 | 富士電視台     | 人100%靠外表                                  | 丸尾拓馬           | [ 14 ]               |
| 2017年 | NHK BS Premium | 定年女子                                      | 溝口洋介           | [ 15 ]               |
| 2018年 | NHK綜合頻道    | 女子的生活                                    | 後藤忠臣           | [ 16 ]               |
| 2018年 | NHK綜合頻道    | 西鄉殿                                        | 小松帶刀           | [ 17 ]               |
| 2018年 | 東京電視台     | Last Chance～重建承包人～                     | 杉山誠三           | [ 18 ]               |
| 2018年 | 日本電視台     | 傳奇王子                                      | 結城理一           |                      |
| 2018年 | TBS電視台      | 中学聖日記                                    | 川合勝太郎         | [ 19 ]               |
| 2019年 | WOWOW          | 被盜的臉：尋人搜查班                          | 谷遼平             | [ 20 ]               |
| 2019年 | 富士電視台     | 美智子皇后陛下的故事～不為人知的愛情與苦惱～  | 後藤成治           | [ 21 ]               |
| 2019年 | NHK BS Premium | 螢草：菜菜的劍                                | 風早市之進         | [ 22 ]               |
| 2019年 | NHK綜合頻道    | 平行東京                                      | 齋藤光一           |                      |
| 2019年 | 東京電視台     | Urero 未開拓少女                              | 確中將太           |                      |
| 2020年 | 朝日電視台     | 女高中生的虛度日常                            | 佐渡正敬           | [ 23 ]               |
| 2020年 | 讀賣電視台     | Guilty：這個戀愛有罪嗎？                      | 秋山慶一           | [ 24 ]               |
| 2020年 | NHK BS Premium | 明子的鋼琴：浴火重生的琴聲                    | 竹內茂             | [ 25 ]               |
| 2020年 | 東京電視台     | 如果30歲還是處男，似乎就能成為魔法師          | 黑澤優一           | [ 26 ]               |
| 2021年 | 每日放送       | 西荻窪 三星洋酒堂                             | 雨宮涼一朗         | 主演                 |
| 2021年 | NHK綜合頻道    | 直衝青天                                      | 土方歲三           | [ 28 ]               |
| 2021年 | 日本電視台     | 從謊言開始的愛情                              | 鴨下淳之介         | [ 29 ] [ 30 ]        |
| 2021年 | NHK綜合頻道    | 漫畫家家長的複雜社會超定義                    | 家長一弘           | 主演                 |
| 2021年 | 富士電視台     | SUPER RICH                                    | 宮村空             | [ 33 ]               |
| 2022年 | 東京電視台     | 廢柴男又怎樣                                  | 田町權太           | 主演                 |
| 2022年 | NHK綜合頻道    | 漫畫家家長的複雜社會超定義                    | 家長一弘           | 主演                 |
| 2022年 | 富士電視台     | 鋼盔                                          | 國生宙             | 主演                 |
| 2023年 | NHK綜合頻道    | 幕末一擊必殺隊                                | 市造               |                      |
| 2023年 | 朝日電視台     | unknown                                       | 加賀美圭介         | [ 36 ]               |
| 2023年 | WOWOW          | DRAFT KING                                    | 阿比留一成         | 客串演出（第3、4集） |
| 2023年 | WOWOW          | Fixer                                         | 渡邊達哉           | [ 38 ]               |
| 2023年 | TBS            | 下剋上球兒                                    | 塩尻               | 客串演出（第5集）    |
| 2024年 | NHK綜合頻道    | 致光之君                                      | 藤原公任           | [ 40 ]               |
| 2025年 | 東京電視台     | 失蹤人搜索班 : 消失的真相                     | 城崎達彥           | 主演                 |

### 網路劇
| 年份   | 月份        | 播放平台                          | 名稱                                    | 角色       | 備註   |
| 2012年 | 4月 - 5月   | BeeTV （页面存档备份，存于）      | 我與你的約定                            | 路人       |        |
| 2014年 | 1月 - 3月   | dTV・BeeTV （页面存档备份，存于） | 戀愛是勢不可擋的～新感覺戀愛法則～      | 雪村樹     |        |
| 2017年 | 3月 - 5月   | dTV・FOD                          | Love or Not                             | 佐野亘     | [ 42 ] |
| 2018年 | 10月 - 11月 | dTV・FOD                          | Love or Not 2                           | 佐野亘     | [ 43 ] |
| 2020年 | 12月        | Netflix                           | 今際之國的闖關者                        | 苅部大吉   |        |
| 2021年 | 6月         | Hulu                              | 從謊言開始的愛情－騙子們的真心話篇      | 鴨下淳之介 | [ 44 ] |
| 2021年 | 8月         | AbemaTV                           | JAM -the drama-／命運疾走中 -the drama- | 西野健     | [ 45 ] |
| 2022年 | 12月        | Netflix                           | 今際之國的闖關者 第二季                 | 苅部大吉   |        |
| 2023年 | 12月        | Netflix                           | 幽遊白書                                | 小閻王     |        |
| 2025年 | 7月         | Netflix                           | 玻璃之心                                | 高岡尚     | [ 46 ] |

### 电影
| 年份 | 名稱                                     | 角色         | 備註 |
| 2012 | 日本赤十字社 捐血推廣電影「Double Sky!」 | 沖健次       | [ 47 ] |
| 2012 | 檸檬的滋味                               | Hiro         | |
| 2013 | 鑽石                                     | 武人         | [ 48 ] |
| 2015 | 偷窺情人                                 | 平作         | 主演 |
| 2015 | 劇場靈                                   | 和泉浩司     | [ 50 ] |
| 2016 | HiGH&LOW 熱血街頭 ROAD TO HiGH&LOW       | 原田登       | - HiGH&LOW 熱血街頭 電影版 - HiGH&LOW 熱血街頭 電影版～紅雨篇～ - HiGH&LOW 熱血街頭 電影版2～天空的盡頭～(2017) - HiGH&LOW 熱血街頭 電影版3～終極任務～(2017) |
| 2017 | 婚活巡航                                 | 北野要士     | [ 52 ] |
| 2018 | 熱血極速                                 | 增田順平     | [ 53 ] |
| 2018 | Jam (映画)／命運疾走中                   | 西野健       | [ 54 ] |
| 2019 | 二階堂家物語                             | 多田洋輔     | [ 55 ] |
| 2019 | 鄰居同居                                 | 久我山草樹   | [ 56 ] |
| 2019 | 傳奇王子                                 | 結城理一     | [ 57 ] |
| 2020 | 傳奇王子2：貴族降臨                      | 結城理一     | |
| 2020 | 前田建設幻想營業部                       | 山田         | [ 58 ] |
| 2020 | 想見你的愛                               | 佐久間恭介   | [ 59 ] |
| 2022 | 如果30歲還是處男，似乎就能成為魔法師     | 黑澤優一     | [ 60 ] |
| 2022 | 太陽與波麗露                             | 田之浦圭介   | [ 61 ] |
| 2023 | 勿說是推理                               | 狩集理紀之助 | [ 62 ] |
| 2025 | 10DANCE                                  | 鈴木信也     | 主演（與竹內涼真雙主演） |

### 微電影
| 年份 | 名稱                                     | 角色     | 備註 |
| 2014 | NTTドコモ 微電影「學長，我可以吻你嗎？」 | 翔太     | 主演 |
| 2018 | Cinema Fighters 終點站                   | 北川俊介 | 主演 |

### 舞台劇
| 年份 | 月份              | 名称                                                     | 角色     | 备注 | 参考   |
| 2010 | 12月              | 劇團EXILE華組×風組聯合公演「鐵拳對鋼拳」                 | 澤村米示 |      |        |
| 2012 | 3月               | 「Peach Boy's」                                          | 犬飼健二 | 主演 | [ 66 ] |
| 2012 | 5月17日           | BS-TBS 五月劇場「朗讀劇 放送禁止。」                     |          |      |        |
| 2012 | 5月19日           | BS-TBS 五月劇場「赤坂舞、舞、舞」                        |          |      |        |
| 2012 | 8月 - 9月         | 方南組×劇團EXILE聯合公演「Attack No.1」                  | 古瀬     |      |        |
| 2013 | 5月               | 劇團EXILE公演「SADAKO -誕生悲話-」                       | 遠山博   | 主演 | [ 67 ] |
| 2013 | 8月 - 9月         | 劇團EXILE公演「Attack No.1」                             | 古瀬中尉 |      |        |
| 2013 | 10月 - 11月       | 「Monsieur!」                                            | 馬場雅彌 |      |        |
| 2014 | 4月20日           | 劇團EXILE Attack No.1 - Spin Off朗讀劇「眉毛一族的陰謀」 |          |      |        |
| 2016 | 5月15日・10月8日  | 朗讀舞台劇「好想再見你....」                             |          |      | [ 68 ] |
| 2020 | 1月 - 2月         | 劇團EXILE公演「為勇者而鳴的鐘聲」                        | ナイト   |      | [ 69 ] |
| 2020 | 2月               | BOOK ACT朗讀劇「藝人交換日記」                           |          |      | [ 70 ] |
| 2021 | 10月16日-11月30日 | 劇團EXILE公演「JAM -The Recital-」                       | 西野健   |      | [ 71 ] |

### 廣播劇
| 撥出時間  | 播放平台 | 名稱     | 角色     | 備註   |
| 2019年8月 | NHK-FM   | 新宿之貓 | 山崎晴太 | [ 72 ] |

### 電視節目
| 播出時間        | 電視台      | 節目名稱                               | 备注       |
| 2012年 - 2021年 | TBS電視台   | 週刊EXILE                              |            |
| 2016年 - 2017年 | NHK綜合頻道 | 發掘！珍寶藝廊！！                     | 特別主持人 |
| 2019年 -        | 讀賣電視台  | 日本大國民                             |            |
| 2020年12月27日  | NHK教育頻道 | 內心的時代～宗教、人生～               | 旁白       |
| 2021年2月23日   | NHK綜合頻道 | 迎向明天～從那天起，十年後的震災遺孤～ | 旁白       |
| 2021年9月 -     | NHK綜合頻道 | 朝一                                   |            |
| 2022年4月15日   | NHK綜合頻道 | Hoku Rock! 18歲的吶喊                  | 旁白       |
| 2022年6月       | NHK教育頻道 | 100分的名著～沙丘之女～                | 朗讀       |

### 廣播節目
| 年份            | 廣播局   | 節目名稱                     | 备注 |
| 2019年 - 2020年 | 日本放送 | 劇團EXILE的Reprofile         |      |
| 2021年8月27日   | 日本放送 | 町田啓太的All Night Nippon X |      |

### 參與MV
| 年份   | 名稱                                        | 备注   |
| 2011年 | 三代目J Soul Brothers「FIGHTERS」           | [ 74 ] |
| 2016年 | DOBERMAN INFINITY 「Do or Die」             | [ 75 ] |
| 2018年 | 傳奇王子「Team 老師」Special MV「Only You」 | avex   |
| 2022年 | 放浪新世代 from 放浪一族「チカラノカギリ」  | [ 77 ] |

### 電視廣告
| 放映時間 | 名稱                 | 備註                                                                                  |
| 2018     | 日清食品合味道       | - 「糟糕。怎麼覺得好熱。東南審議」篇 - 「糟糕。怎麼覺得好熱。舞踏審議」篇             |
| 2018     | ABC-MART             | 「Adidas SOLAR DRIVE」篇                                                              |
| 2019     | 東京海上日動火災保險 | - 挑戰系列「READY TO GO！東京2020的挑戰」篇 - 挑戰系列「創立140周年，保險源自冒險」篇 |
| 2019     | 青山西服             | TAILOR PARTY FORMAL「Day and Night」篇                                                |

### 廣告
| 時間                   | 名稱                         | 備註               |
| 2021年2月26日～3月31日 | PARCO 2021年春季時裝宣傳活動 | 形象模特兒         |
| 2022年1月              | Tod's                        | 品牌摯友(日本地區) |
| 2022年3月              | Eau Thermale Avène           | 品牌大使(日本地區) |
| 2022年9月              | AVEDA                        | 品牌大使(日本地區) |

### 寫真集
| 出版時間       | 書名                                                | 出版社 |
| 2017年8月4日   | “HiGH＆LOW THE PHOTOGRAPHY”NOBORU(ノボル)／町田啓太 |        |
| 2019年11月20日 | 町田啓太1st寫真集「BASIC」                          | 光文社 |
| 2020年1月31日  | 町田啓太數位寫真集「BASIC Another Edition」         | Amazon |

### 代言遊戲
| 年份          | 名稱                                    | 遊戲角色 | 平台          |
| 2019年3月5日  | PRINCE OF LEGEND LOVE ROYALE            | 結城理一 | iOS / Android |
| 2022年4月25日 | Jr.EXILE/劇団EXILE Kithen Kingdom Blast | 町田啓太 | iOS / Android |

### 網路節目
| 播出時間             | 平台  | 節目名稱                                 | 备注                                      |
| 2016年10月23日、26日 | DLife | 男子旅－東京・新島篇                     | 與八木將康及佐藤寬太共同出演              |
| 2021年8月10日        | CL    | CL PRESENTS 「町田啓太 SPECIAL THEATER」 | 參與嘉賓：八木將康、小野塚勇人、關口Mandy |

### 其他
- 2020年夏季奧林匹克運動會火炬傳遞－群馬縣長野原町火炬手（2021年3月31日）[92]
- 葛飾北齋誕辰260年紀念企劃之特別展會 北斎づくし「Hokusaidukushi」－特別展會大使（2021年7月22日－9月17日）[93]

## 獲獎經歷（以日本第三方單位授獎為準）
| 年份   | 大賞名稱                  | 獎項             | 作品                                 | 結果 |
| 2020年 | 第106回日劇學院賞         | 助演男優賞       | 如果30歲還是處男，似乎就能成為魔法師 | 獲獎 |
| 2020年 | 第30回TV LIFE年度日劇大賞 | 助演男優賞       | 如果30歲還是處男，似乎就能成為魔法師 | 獲獎 |
| 2021年 | 第31回TV LIFE年度日劇大賞 | 助演男優賞       | SUPER RICH                           | 獲獎 |
| 2022年 | GQ JAPAN Men of The Year  | 年度突破男演員賞 |                                      | 獲獎 |

## 外部連結
- 劇團EXILE：成員介紹：町田啓太
- 町田啓太官方部落格 （页面存档备份，存于）
- 町田啓太的Instagram帳戶